# Nanticoke (langue)
Le nanticoke est une langue algonquienne éteinte, anciennement parlée dans le Delaware et le Maryland, aux États-Unis et parlé par plusieurs tribus voisines : les Nanticoke, les Choptank (tribu)|Choptank, les Assateague, et probablement aussi les Piscataway et les Doeg.

## Dialectes
Les trois dialectes du nanticoke sont lenNantikoke, le choptank et le piscataway, aussi appelé le conoy.

## Répartition géographique
Les différents dialectes du nanticoke étaient parlés sur les deux rives de la baie de Chesapeake, dans le Maryland : le nantikoke sur la rive est et le conoy, aussi appelé piscataway, sur la rive ouest. En 1748, aucun des peuples n'y restait ; certains étaient partis à Indian River Hundred, dans le Delaware, d'autres à la Réserve des Six Nations, en Ontario.

## Sources écrites
Une version des 10 commandements, écrite en conoy en 1633, a été découverte à la fin du XXe siècle ; en 1785, John G. E. Heckewelder étudia le vocabulaire nanticoke au Canada, tout comme Williams Vans Murray le long du Choptank.

## Locuteurs
Au début du XIXe siècle, la langue n'est plus parlée ni au Maryland, ni au Delaware mais encore en Ontario. Pour Feest, le dernier locuteur meurt en 1856.